# Анвиль (Швейцария)
Анвиль (нем. Anwil) — коммуна в Швейцарии, в кантоне Базель-Ланд.
Входит в состав округа Зиссах. Население составляет 567 человек (на 31 декабря 2007 года). Официальный код — 2841.